# Magnus Georg Paucker
Magnus Georg von Paucker (em russo:  Магнус-Георг Андреевич Паукер; Magnus-Georg Andreyevich Pauker, Simuna, 26 de novembro [Calend. juliano: 15 de novembro] 1787 — Jelgava, 31 de agosto [Calend. juliano: 19 August] 1855) foi um matemático e astrônomo russo. Recebeu o primeiro Prêmio Demidov em 1832 por seu livro Handbuch der Metrologie Rußlands und seiner deutschen Provinzen.